# Новопрутівка
Новопру́тівка (колишні назви — Протовка, Прутівка, Нейгейм Перший) — село в Україні, у Житомирському районі Житомирської області. Входить до складу Романівської селищної громади. Населення становить 20 осіб.

## Історія
У 1906 році Протовка, колонія Пулинської волості Житомирського повіту Волинської губернії. Відстань від повітового міста 50 верст, від волості 27. Дворів 105, мешканців 763.
У 1925—54 році — адміністративний центр Новопрутівської сільської ради.